# The Shape of Things to Come
Para el álbum de Max Frost and the Troopers, véase Shape of Things to Come (álbum)
"The Shape of Things to Come" (titulado "El cariz de los acontecimientos venideros" en España) es el noveno episodio de la cuarta temporada de la serie Lost, de la cadena de televisión ABC. Fue escrito por Drew Goddard y dirigido por Jack Bender. Fue transmitido por primera vez en Estados Unidos y Canadá el 24 de abril de 2008.
El campamento de Locke sufre un grave ataque. Mientras, Jack intenta descubrir la identidad de un cuerpo que ha llegado a tierra arrastrado por el mar.

## Trama

### En la playa
Bernard (Sam Anderson) encuentra en la orilla el cadáver de un hombre que ha sido degollado. Cuando los supervivientes lo sacan del agua, Daniel Faraday (Jeremy Davies) revela que se trata del médico del carguero y, al no poder usar el teléfono satelital para contactar con el barco e informarse sobre ocurrido, envía un mensaje en código morse. Cuando reciben la respuesta, Faraday miente a los supervivientes, pero Bernard, que también sabe morse, les cuenta que en realidad han contestado que el doctor se encontraba bien. Entonces Jack (Matthew Fox), enfadado por las continuas mentiras de los miembros del carguero que llegaron a la isla, presiona a Faraday y este acaba confesando que no están allí para rescatarlos.

### En los barracones
Alex (Tania Raymonde) es capturada por el grupo de mercenarios que iba a bordo del carguero y la obligan a apagar la barrera sónica que protege los barracones de los Otros. En ese mismo instante, suena el teléfono del barracón en la que se encuentran Sawyer (Josh Holloway), Locke (Terry O'Quinn), Hurley (Jorge García) y Aaron y, al cogerlo, un mensaje automático repite continuamente un código. Tras informar a Ben (Michael Emerson), éste les dice que significa que los mercenarios están ahí. Sawyer sale en busca de Claire (Emilie de Ravin) y los mercenarios comienzan a dispararle, matando a tres de los supervivientes y destruyendo con un cohete la casa de Claire; no obstante, Sawyer la encuentra viva entre los escombros y la lleva con el resto.
Poco después, Miles (Ken Leung) entra en la casa con un walkie-talkie de los mercenarios y, al asomarse por la ventana, ven que uno de ellos tiene a Alex a punta de pistola. Ben se niega a entregarse e intenta que no mate a Alex diciéndole que no significa nada para él. A pesar de ello, el mercenario la mata y Ben, en estado de shock, se mete en una habitación secreta y cierra la puerta tras él. Poco después, vuelve a salir y ordena a los demás que salgan de la casa y corran hacia los árboles. Entonces, el humo negro entra en el poblado y ataca a los mercenarios, mientras los supervivientes se alejan.  
Ben les dice entonces que deben ir a ver a Jacob para saber qué hacer, pero Sawyer decide regresar a la playa y Miles, Claire y Aaron le acompañan.

### Flashforward
Ben despierta desorientado en medio del desierto del Sáhara con un anorak puesto y una herida en el brazo. Dos beduinos armados a caballo se acercan. Ben les pregunta si hablan inglés, y cuando no le contestan les pregunta si hablan árabe o turco, pero siguen sin hablar con él. Mientras uno de los beduinos le está cacheando, encuentra una porra en el bolsillo de Ben. Éste se da la vuelta, le golpea, y mata al otro con el arma del primero. El que ha sido golpeado grita desde el suelo: "Me rindo". Ben le dice: "Así que sí que hablas inglés", y le golpea con la culata del rifle. Ben se hace un torniquete en el brazo y se va en uno de los caballos.
Ben se registra en un hotel en Tozeur, Túnez. La recepcionista le pregunta si es su primera vez en Túnez, pero Ben dice que ya ha estado allí hace bastante tiempo. Da el nombre de Dean Moriarty y dice que es un "invitado preferencial". Ben le pregunta la fecha, a lo que ella contesta que es 21 de octubre. Ben le pregunta por el año. La recepcionista le mira extrañada, y le confirma que están en 2005. Ben ve a Sayid (Naveen Andrews) en la televisión, rodeado por la prensa, mientras camina y dice: "sólo quiero enterrar a mi esposa en paz". En Tikrit, Irak, Ben baja de una furgoneta en la que pone "Prensa" y sube a la azotea de un edificio. Coge una cámara y un objetivo de su bolsa y hace una foto a un hombre (Faran Tahir) que está mirando el funeral de la esposa de Sayid, Nadia. Sayid ve a Ben, que baja las escaleras corriendo. En la calle, Sayid golpea a Ben y le lanza al suelo, creyendo que es un paparazzo. Ben dice que ha dejado la Isla con el velero de Desmond, el Elizabeth, y tras llegar a Fiji alquiló un avión. También le explica que el hombre que miraba la procesión, a quien identifica como Ishmael Bakir, fue enviado por Charles Widmore para matar a su esposa en Los Ángeles. Ella fue asesinada a tres manzanas de la esquina de La Brea y Santa Mónica cinco días antes. Sayid promete matar al hombre.
Ben está espiando a un hombre en un café, pero lo pierde y empieza a buscarlo a ciegas hasta un callejón, en el que el hombre aparece tras él. Ben le explica que necesita que le lleve un mensaje a Widmore. En ese momento, Sayid dispara y mata a Bakir. Ben le dice que no deje que su pena se convierta en enfado, pero Sayid quiere venganza, y le pregunta: "¿Quién es el siguiente?". Ben le dice que no es su guerra, pero Sayid insiste. Ben le dice que se mantendrán en contacto y se marcha con una sonrisa.
Por la noche en Londres, Ben baja de un taxi y entra en un edificio. Engaña al portero, diciendo que va a ver a los Kendrick en el apartamento 4E, pero en vez de eso se dirige al ático. Una vez allí, entra en el dormitorio de Charles Widmore (Alan Dale). Ben le pregunta cuándo ha empezado a dormir con una botella de whisky al lado de la cama. Widmore, que ha utilizado un acento británico en el pasado, contesta con acento australiano: "Cuando empezaron las pesadillas". Ben admite que "no puede" matar a Widmore, y le acusa de haber matado a su hija. Discuten sobre de quién es la culpa, y Ben le promete que matará a su hija, Penelope, para que sienta lo mismo que él. Widmore dice que sabe "lo que" Ben es, diciéndole que todo lo que tiene se lo ha quitado a Widmore. Ben le dice que deseará no haber "cambiado las reglas". Widmore contesta que Ben nunca la va a encontrar y que quiere que le devuelva "su" Isla. Ben le dice que nunca será capaz de encontrar la Isla, y que la caza ha empezado.

## Producción
El rodaje comenzó el 9 de marzo de 2008. El flashforward fue rodado en Honolulu, en el patio de una escuela en el que se construyó un escenario que recrea una ciudad de Oriente Medio.